# Murray Eaves
Murray James Eaves (Calgary, 10 maggio 1960) è un allenatore di hockey su ghiaccio ed ex hockeista su ghiaccio canadese.
Nel corso della carriera ha giocato in National Hockey League e nella Serie A italiana.

## Carriera

### Giocatore
Fratello minore di Mike anche Murray si dedicò all'hockey su ghiaccio giocando a livello giovanile per un anno nella Ontario Hockey League e nel biennio 1978-1980 nella NCAA presso l'Università del Michigan. Proprio nell'estate del 1980 Eaves fu selezionato in occasione del Draft NHL al terzo giro dai Winnipeg Jets.
Eaves diventò professionista nella stagione 1980-91 entrando a far parte dell'organizzazione dei Jets, giocando nel primo anno 12 partite in National Hockey League. Nel corso degli anni trascorse tuttavia la maggior parte del tempo con le formazioni affiliate nelle leghe minori: in Central Hockey League con i Tulsa Oilers e nella American Hockey League con gli Sherbrooke Jets e i Sherbrooke Canadiens, conquistando nel 1985 la Calder Cup.
Dopo un'altra stagione giocata in AHL con i Nova Scotia Oilers Eaves nel 1987 entrò nell'organizzazione dei Detroit Red Wings. Nelle tre stagioni vinse con la maglia degli Adirondack Red Wings un'altra Calder Cup e due Fred T. Hunt Memorial Award consecutivi, oltre a concluder la stagione 1988-89 come secondo miglior marcatore della lega con 118 punti.
Nell'estate del 1990 Eaves lasciò il Nordamerica firmando un contratto con i Mastini Varese, formazione della Serie A italiana. Dopo due anni trascorsi a Varese Eaves giocò per un anno con i Devils Milano conquistando lo scudetto del 1993.
Rimase in Europa un'altra stagione giocando con l'Hannover nella 2. Eishockey-Bundesliga. Nel 1992 e nel 1994 disputò alcune amichevoli con il Team Canada in preparazione dei Giochi olimpici invernali, senza riuscire tuttavia ad essere selezionato in entrambe le occasioni. Si ritirò al termine della stagione 1994-95 dopo aver giocato alcuni incontri in AHL e in IHL.

### Allenatore
Conclusa la carriera da giocatore Eaves per quattro anni dal 1994 al 1998 fu il vice allenatore degli Adirondack Red Wings. Nelle due stagioni successive fu alla guida di squadre della ECHL.

## Palmarès

### Club
- Calder Cup: 2

Sherbrooke: 1984-1985
Adirondack: 1988-1989
- Campionato italiano: 1

Devils Milano: 1992-1993

### Individuale
- Fred T. Hunt Memorial Award: 2

1988-1989, 1989-1990
- AHL First All-Star Team: 1

1983-1984
- AHL Second All-Star Team: 1

1988-1989
- WCHA Second All-Star Team

1979-1989